# Till the Next Goodbye
Pistes de It's Only Rock 'n Roll
It's Only Rock 'n Roll (But I Like It)
(3) Time Waits for No One
(5)
Till the Newt Goodbye est une chanson du groupe de rock britannique The Rolling Stones parue sur l'album It's Only Rock 'n Roll en 1974. Elle est écrite et composée par Mick Jagger et Keith Richards.

## Enregistrement
L'enregistrement de Till the Next Goodbye a commencé aux studios Musicland de Munich du 14 au 25 novembre 1973. Il s'est poursuivi plus tard dans la demeure de Stargroves chez Mick Jagger à Newbury au Royaume-Uni en utilisant le Rolling Stones Mobile Studio du 12 avril au 2 mai 1974 et s'est terminé aux studios Island Recording à Londres du 5 au 27 mai 1974.
Mick Jagger, Keith Richards et Mick Taylor se partagent les parties de guitare acoustique de la chanson. Le bassiste Bill Wyman et le batteur Charlie Watts sont fidèles à leur poste, tandis que Mick Taylor joue également de la guitare slide. Nicky Hopkins joue du piano sur la chanson. C'était la dernière chanson enregistrée à laquelle Mick Taylor a participé en tant que membre du groupe.

## Analyse artistique
Créditée à Mick Jagger et Keith Richards, la chanson est une ballade traditionnelle typique de la période des Stones années 1970, avec de légères influences de la musique country. Il s'ouvre sur une guitare acoustique suivi du chant de Mick Jagger. Les paroles traitent de "rencontres illicites entre deux amants". Le refrain de la chanson est remarquable car le titre est tiré sur la phrase "Jusqu'à la prochaine fois que nous disons au revoir" ("'til the next time we say goodbye").
Dans sa critique de la chanson, le critique d'Allmusic, Bill Janovitz, déclare : « Au milieu des années 70, une salle de cinéma sur la 42e rue était censée être un lieu de réputation douteuse et non un lieu pour un rendez-vous romantique. Les paroles sont étonnamment complexes, Du point de vue de Jagger en tant que narrateur, il parle à l'amant en s'excusant et avec une conscience coupable... Dans une ligne du pont, Jagger parvient à transmettre l'empathie, la culpabilité et la frustration.

## Postérité
Après la sortie de l'album, Till the Next Goodbye est une chanson délaissée du répertoire du groupe car elle est pas jouée en concert par les Stones lors des tournées suivantes et n'est incluse dans aucun album de compilation.
La chanson a été répétée en concert le 11 février 2014 à Paris, en préparation de la tournée Asie-Pacifique des tournées 14 On Fire, qui a débuté à Abu Dhabi le 21 février 2014. Mick Taylor était présent en tant qu'invité.

## Personnel
Crédités,:

### Musiciens
- Mick Jagger: chant, guitare acoustique, chœurs
- Keith Richards: guitare acoustique, chœurs
- Mick Taylor: guitare acoustique, guitare slide
- Bill Wyman: basse
- Charlie Watts: batterie
- Nicky Hopkins: piano

### Équipe technique
- The Glimmer Twins: production
- Andy Johns: ingénieur du son
- Keith Harwood: ingénieur du son
- George Chkiantz: ingénieur du son
- Tapani Tapanainen: assistant : ingénieur du son
- Rod Thear: assistant ingénieur du son
- Howard Kilgour: assistant ingénieur du son
- Reinhold Mack: assistant ingénieur du son